# رنگ‌های جانوران
رنگ‌های جانوران (به انگلیسی: The Colours of Animals: Their Meaning and Use Especially Considered in the Case of Insects) یک کتاب جانورشناسی است که در سال ۱۸۹۰ توسط سر ادوارد باگنال پولتون (۱۸۵۶–۱۹۴۳) نوشته شده است. این نخستین کتاب درسی قابل توجهی بود که دربارهٔ انتخاب داروینی که در همهٔ جنبه‌های رنگ‌آمیزی جانوران به کار می‌رود استدلال می‌کرد. این کتاب همچنین پیشگام مفهوم انتخاب وابسته به فراوانی بود و اصطلاح «رنگ هشدار» را معرفی کرد.
ساختار کتاب بر میزانی تأکید دارد که پولتون، مانند داروین، برای اثبات ادعای خود بر انبوهی از شواهد، عمدتاً از حشرات، تکیه کرده است.

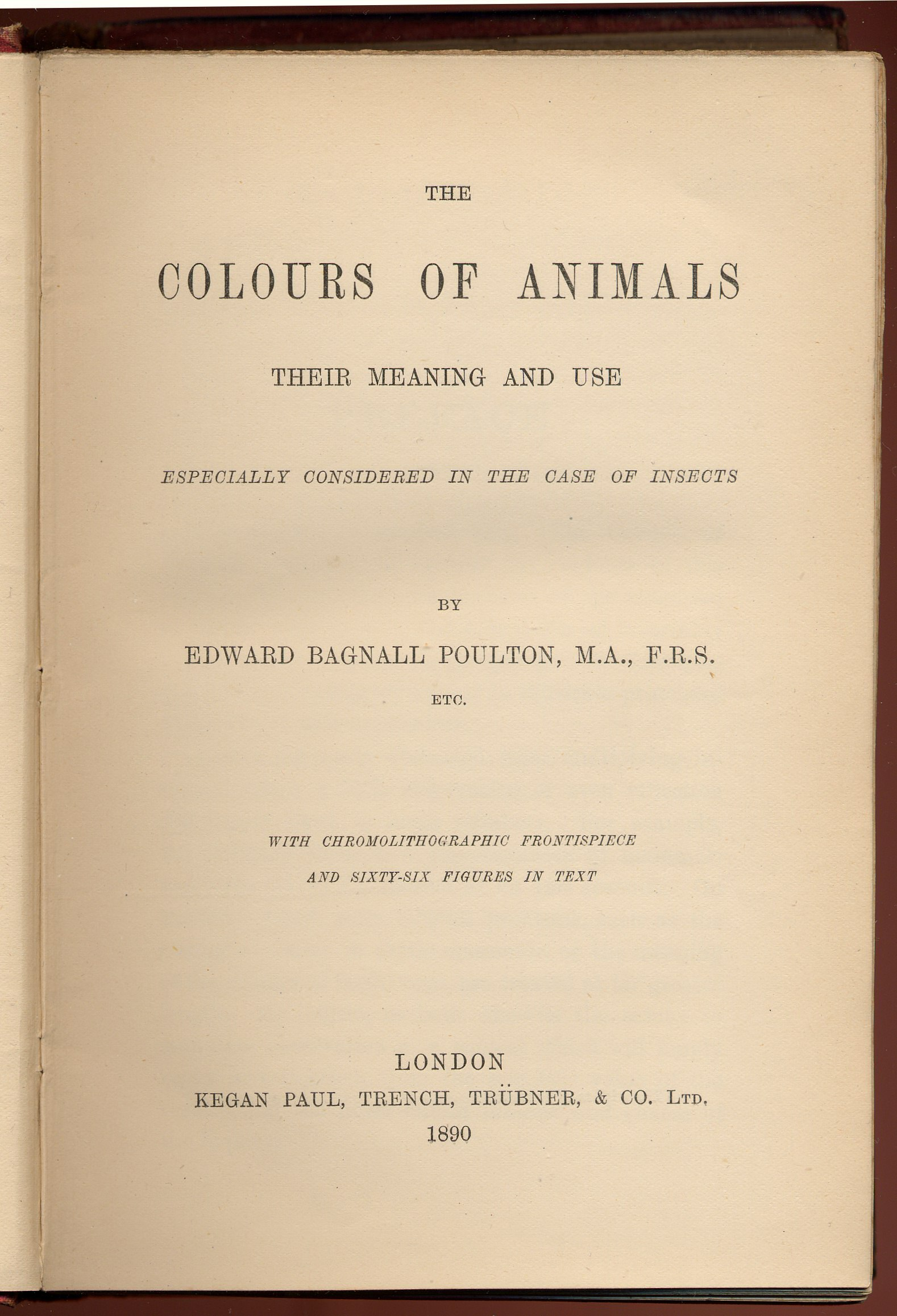
صفحه عنوان نخستین نسخه رنگ‌های جانوران، ۱۸۹۰

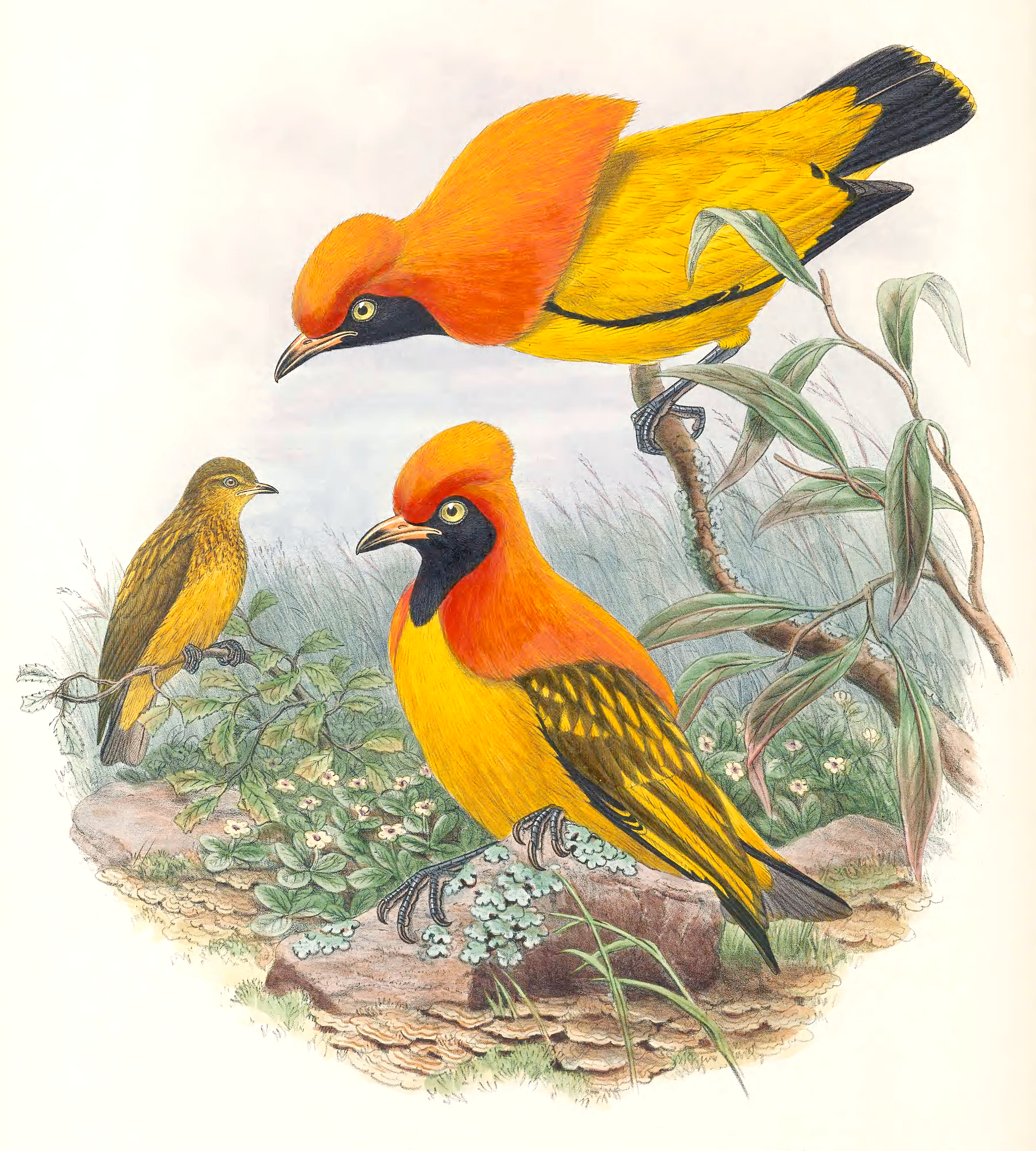
حس زیبایی‌شناختی؟ دو نر در حال نمایش به یک پرنده نقاب‌دار ماده به نام مرغ کریچ‌ساط نقابدار، نگاره‌شده توسط جان گولد (۱۸۰۴–۱۸۸۱)